# Pszükhopomposz

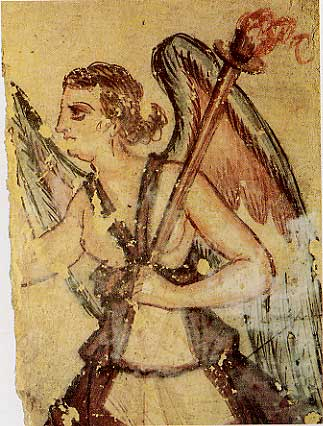

A pszükhopomposz (görög betűkkel: ψυχοπομπός; szó szerint: „a lelkek vezetője”) az összehasonlító vallástörténetben olyan lényt (szellemet, angyalt vagy istent) jelöl, akinek a feladata, hogy elkísérje az újonnan elhunyt lelkeket a túlvilágra. Szerepe nem megítélni az elhunytat, hanem egyszerűen biztosítani az átkelést.
Gyakran ábrázoltak ilyen lényeket temetkezési műveken. A pszükhopomposzokat különböző korszakokban és különböző kultúrákban lovaknak, hollóknak, kutyáknak, varjaknak, baglyoknak, verebeknek, ábrázolták.

## Példák pszükhopomposzra
- Egyiptom: Anubisz
- görög/latin hagyomány: Kharón
- keresztény hagyomány: Angyalok